# Kuolojärvi
Kuolojärvi (oroszul: Куoлoяpви, finnül: Sallansuu) lakatlan falu Alakurtti községben, a Kandalaksai járásban, az Murmanszki terület délnyugati részén Oroszországi. A falu az finn-orosz határtól körülbelül tíz kilométerre található, a Sallajoki folyó torkolatánál.
A korábban Finnországhoz tartozó Sallansuu falu szolgált Salla egyházi falu és önkormányzati központ volt a második világháborúig, amikor a falu teljesen elpusztult. A Salla első templomának romjai közelében egy finn, orosz és német katonák temetője található. A finn katonák temetőjében Ensio Seppänen tervezte a hősi emlékművet.